# سنجاب زمینی دماغه
سنجاب زمینی دماغه (نام علمی: Xerus inauris) نام یک گونه از سرده سنجاب زمینی آفریقایی است.

## نگارخانه

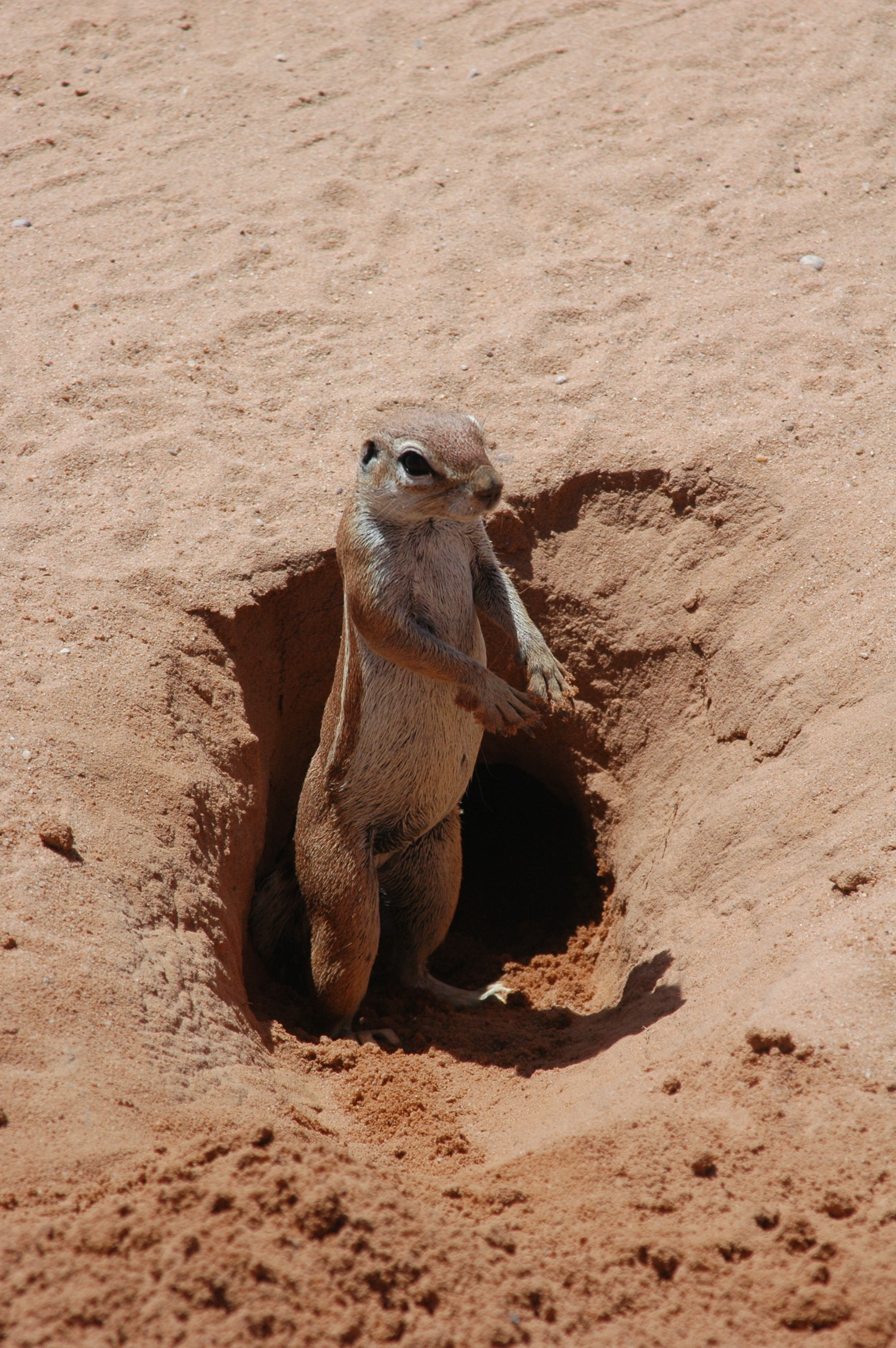
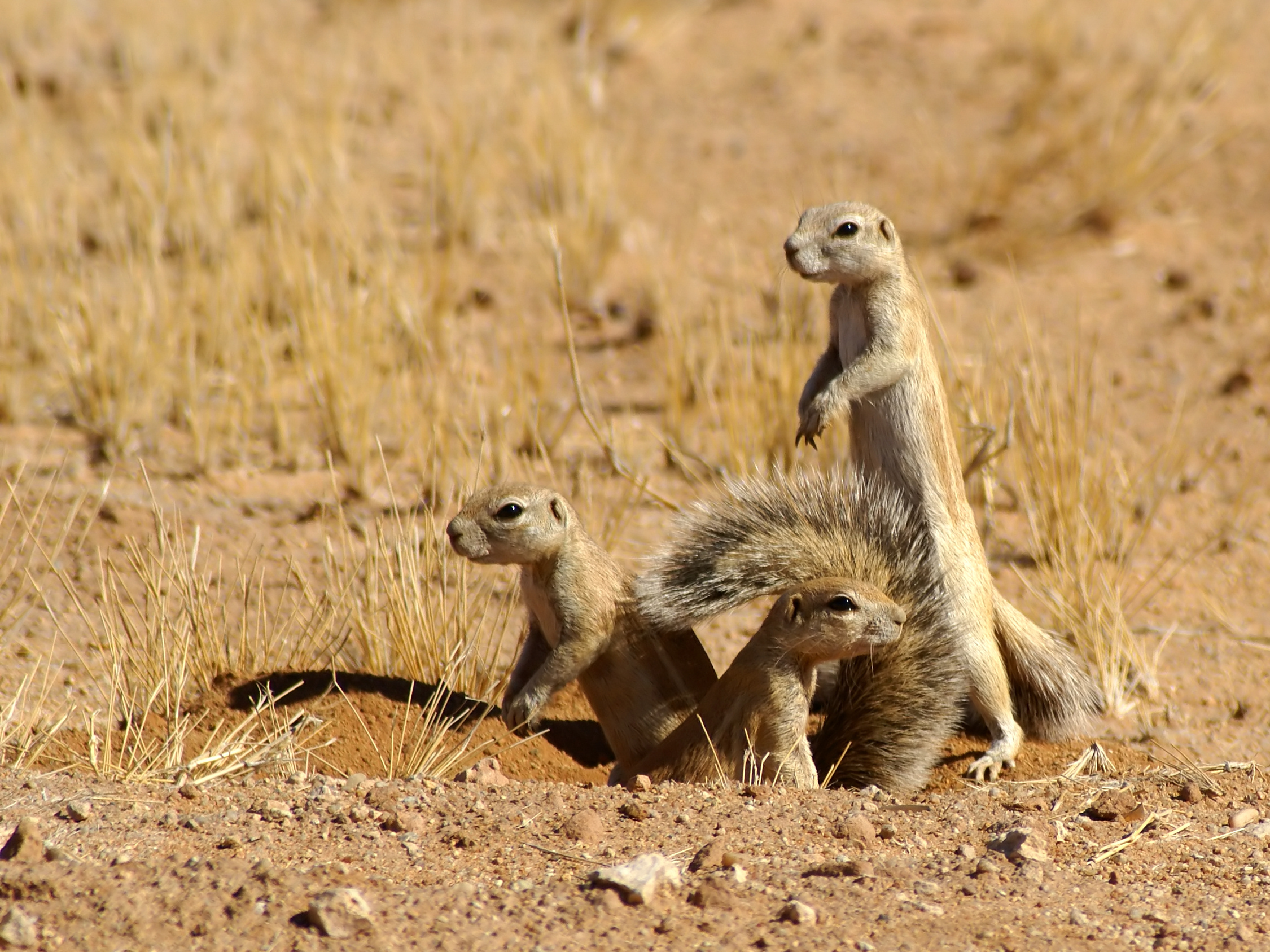
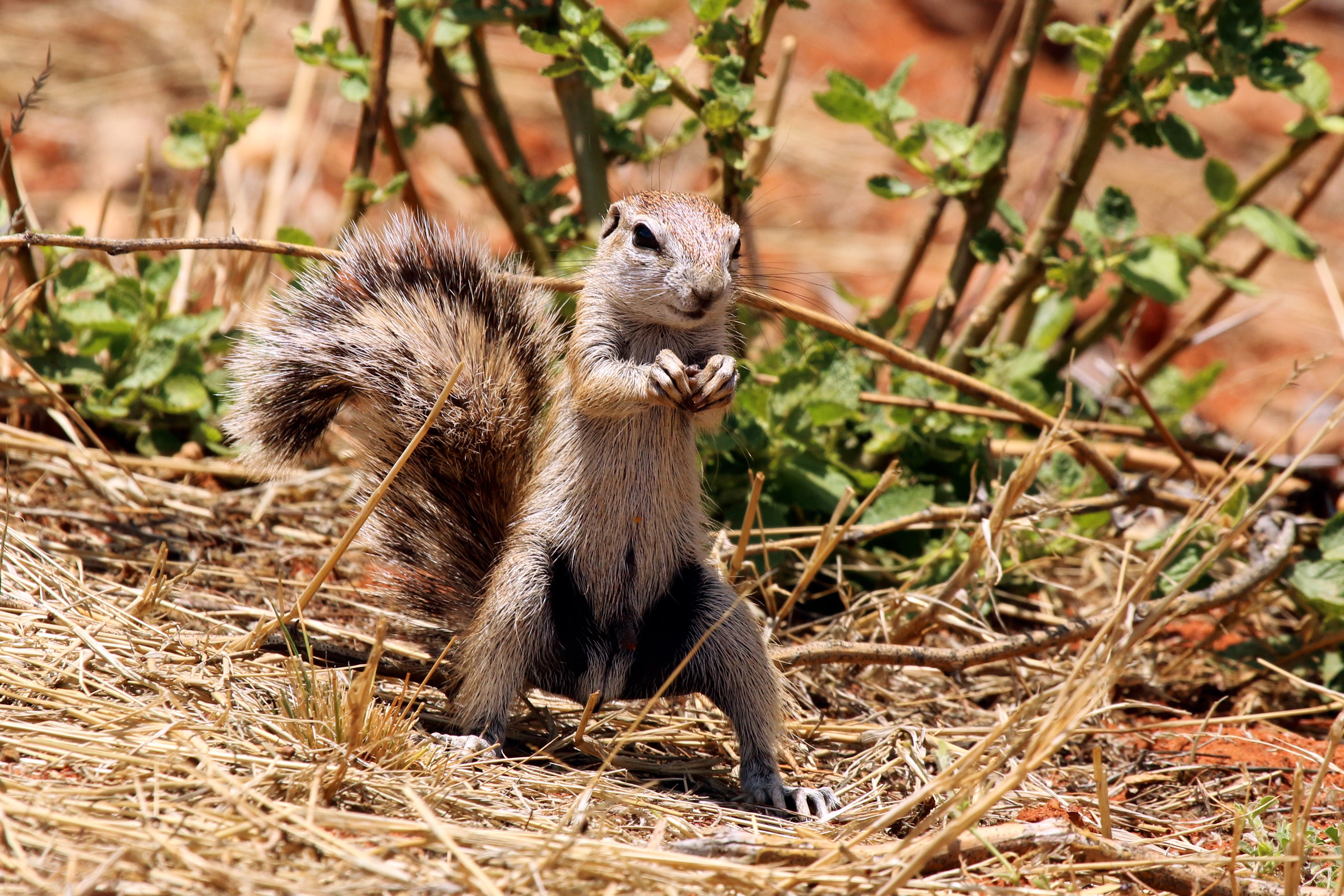